# Jerry Poorters
Jerry Poorters (9 oktober 1978) is een voormalig Belgisch voetballer. Hij speelde als  centrale verdediger of als linkervleugelverdediger. Van 1995 tot 2002 speelde hij voor Lierse, waar hij in 1997 de landstitel mocht vieren doch nooit helemaal kon doorbreken. 

## Clubcarrière

### Lierse
Poorters speelde in de jeugd bij Wezel Sport, Verbroedering Geel en K. Lierse SK. Bij deze laatste club maakte hij in het seizoen 1995-1996 zijn debuut in het profvoetbal. Hij werd in 1997 kampioen van België met Lierse, ook won hij de Belgische beker.  Hij speelde zelfs in de Champions League tijden 1997/98. Over de 7 jaar die hij bij Lierse speelde speelde hij 56 wedstrijden. 

### Tienen & Red Star
Pas tijdens het seizoen 2002-2003 verhuisde hij naar KVK Tienen om daar in de tweede klasse één seizoen aan de slag te gaan. Hier was hij vaste keeper. Na dat seizoen verhuisde Poorters nogmaals, ditmaal naar het in de derde klasse spelende KV Red Star Waasland, waar hij in totaal drie seizoenen zou doorbrengen en de promotie naar de tweede klasse meemaakte. Poorters verloor echter in het laatste seizoen bij Red Star zijn basisstek.

### Boom
Van 2006 tot en met 2013 kwam Poorters uit voor Rupel Boom FC. Hier maakte hij goede en slechte tijden mee: van degradaties naar de vierde klasse tot promoties naar de tweede klasse. In die zeven en een half seizoenen speelde hij 238 wedstrijden, hij maakte hierin ook 38 doelpunten. Dit kwam omdat hij geregeld een doelpunt meepakte op een stilstaande fase.

### Beerschot & Wezel
Pooters ruilde tijdens de winterstop van het seizoen 2013-2014 Rupel Boom voor KFCO Beerschot Wilrijk. Hier speelde hij maar 8 wedstrijden. Na een half seizoen besloot Poorters om in het seizoen 2014-2015 terug te keren naar zijn club waar alles voor hem begon, Wezel Sport FC. Hier bleef hij spelen tot 2017.

### Herstart
In 2019 begon Poorters terug te voetballen bij de B-ploeg van Wezel Sport, dat uitkomt in Vierde Provinciale D Antwerpen, de laagste klasse van België. Door enkele blessures in de A-kern schoof hij echter op 41-jarige leeftijd voor enkele wedstrijden terug door naar de A-kern van de Antwerpse Eerste Provincialer waar hij tevens ook in de jeugd en tussen 2014 en 2017 speelde.

## Clubstatistieken
| Seizoen(en) | Club                   | Land   | Competitie                   | Weds | Dlp |
| ----------- | ---------------------- | ------ | ---------------------------- | ---- | --- |
| 1995-1996   | K. Lierse SK           | België | Eerste Klasse                | 1    | 0   |
| 1996-1997   | K. Lierse SK           | België | Eerste Klasse                | 6    | 0   |
| 1997-1998   | K. Lierse SK           | België | Eerste Klasse                | 2    | 0   |
| 1998-1999   | K. Lierse SK           | België | Eerste Klasse                | 15   | 0   |
| 1999-2000   | K. Lierse SK           | België | Eerste Klasse                | 8    | 0   |
| 2000-2001   | K. Lierse SK           | België | Eerste Klasse                | 13   | 0   |
| 2001-2002   | K. Lierse SK           | België | Eerste Klasse                | 11   | 0   |
| 2002-2003   | KVK Tienen             | België | Tweede Klasse                | 25   | 2   |
| 2003-2004   | KV Red Star Waasland   | België | Derde Klasse                 | 30   | 3   |
| 2004-2005   | KV Red Star Waasland   | België | Tweede Klasse                | 33   | 3   |
| 2005-2006   | KV Red Star Waasland   | België | Tweede Klasse                | 11   | 0   |
| 2005-2006   | Rupel Boom FC          | België | Derde Klasse                 | 15   | 3   |
| 2006-2007   | Rupel Boom FC          | België | Vierde Klasse                | 29   | 2   |
| 2007-2008   | Rupel Boom FC          | België | Vierde Klasse                | 27   | 2   |
| 2008-2009   | Rupel Boom FC          | België | Derde Klasse                 | 28   | 8   |
| 2009-2010   | Rupel Boom FC          | België | Derde Klasse                 | 30   | 6   |
| 2010-2011   | Rupel Boom FC          | België | Tweede Klasse                | 35   | 6   |
| 2011-2012   | Rupel Boom FC          | België | Derde Klasse                 | 36   | 7   |
| 2012-2013   | Rupel Boom FC          | België | Derde Klasse                 | 34   | 4   |
| 2013-2014   | KFCO Beerschot Wilrijk | België | Vierde Klasse                | 8    | 0   |
| 2014-2015   | Wezel Sport FC         | België | Eerste Provinciale Antwerpen | 30   | 6   |

## Omkopingsschandaal
In mei 2005 werden Poorters en mede-Red Star Waasland-speler Sébastien Dufoor benaderd door een persoon die beweerde hem 6.000 Euro te willen geven als hij beide wedstrijden tegen Verbroedering Geel zou verliezen, later bekende Luc Van Opstal dat hij dit was, hij had ook Sébastien Dufoor gebeld maar ook hij weigerde dit bod. Poorters werd in december 2005 naar de B-kern verstuurd, een maand later vertrok hij naar derdeklasser Rupel Boom. Terwijl eerder nog werd vermeld dat deze verwijzing naar de B-kern was wegens frustraties van zijn medespelers aan hem werd later bekendgemaakt dat deze omkopingszaak ook meespeelde in deze gebeurtenis.

## Trivia
- In het dagelijkse leven is Poorters werkzaam als operator bij belgoprocess in Dessel.